# Niższy Cyl
Niższy Cyl (ok. 1490 m) – jeden z wierzchołków w masywie Babiej Góry w Beskidu Żywiecko-Orawskim. Niższy Cyl znajduje się w północno-zachodniej grani masywu Babiej Góry, pomiędzy przełęczą Brona (1409 m) a płytką przełęczą Wołowisko oddzielającą go od właściwego wierzchołka Cyla (Małej Babiej Góry). Wierzchołkami tymi i przełęczami biegnie granica polsko-słowacka i Wielki Europejski Dział Wodny. Z południowo-zachodnich (słowackich) zboczy Niższego Cyla wypływa potok Bystra. Północne (po polskiej stronie) zbocza są bardziej strome i znajdują się w nich Borsucze Skały.
Wierzchołek Niższego Cyla jest trawiasty, dzięki temu roztacza się z niego szeroka panorama widokowa, podobna do tej z Diablaka. Obejmuje 3/4 horyzontu (jedynie w południowo-wschodnim kierunku widok przysłonięty jest przez szczyt Diablaka). Trawiasta jest również górna część słowackich stoków. Dawniej cały grzbiet Babiej Góry był wypasany, po utworzeniu Babiogórskiego Parku Narodowego wypas zniesiono, a trawiaste tereny stopniowo zarastają kosodrzewiną i lasem.
Znajduje się w Babiogórskim Parku Narodowym, w granicach wsi Zawoja w województwie małopolskim, w powiecie suskim, w gminie Zawoja.

## Szlaki turystyczne
Przełęcz Jałowiecka Północna – Żywieckie Rozstaje – Cyl – Niższy Cyl – przełęcz Brona – Diablak:
  graniczny szlak słowacki.